# Línea N702 (Interurbanos Madrid)
La línea N702 de la red de autobuses interurbanos de Madrid une la terminal de autobuses del Intercambiador de Plaza de Castilla con Colmenar Viejo de forma circular.

## Características
Esta línea une a los habitantes de Colmenar Viejo y el norte de Madrid por las noches cuando dejan de prestar servicio las líneas diurnas. Su recorrido abarca tramos cubiertos durante el día por las líneas 610, 720, 721, 722, 723, 724, 725, 726 y 727   además de algún tramo que no cubren las líneas diurnas.
Se trata de una línea circular, con un tiempo de recorrido aproximado de 1h y 30 minutos. Los servicios tardan aproximadamente 30 minutos en llegar al Centro Comercial El Ventanal en Colmenar Viejo, lugar donde se cambian los carteles electrónicos hacia Madrid, aproximadamente 30 minutos en recorrer todo el municipio, y otros 30 minutos aproximadamente en volver a Madrid.
A pesar de que técnicamente la línea cuente con una cabecera para las expediciones de vuelta situada en el Paseo de la Ermita de Santa Ana (junto al Centro Comercial El Ventanal), su paso por la misma es aproximado. Los servicios no pararán a cumplir un horario programado de vuelta puesto que la línea es completamente circular y realiza el servicio de ida a Colmenar Viejo y vuelta a Madrid seguido (existen algunas expediciones que no cumplen esta regla). Esta cabecera de las expediciones de vuelta sí se utiliza excepcionalmente como punto de origen con horario fijo en los horarios especiales de Navidad, en la que se altera el servicio nocturno, comenzando primero con una expedición de vuelta hacia Madrid pasada la medianoche.
Desde el 5 de noviembre de 2018, la línea da servicio al Barrio de la Estación situado al sur del municipio y muy próximo a la estación de Cercanías del municipio.
La línea se complementa con las líneas 724, 725 y 726 para dar servicio de autobús nocturno a Colmenar Viejo los viernes laborables, sábados y vísperas de festivo.
Al igual que el resto de líneas interurbanas nocturnas, la línea N702 tiene su salida y llegada en el intercambiador de Plaza de Castilla en superficie, puesto que la zona subterránea no presta servicio de autobuses durante la noche.
Al igual que en otras líneas interurbanas nocturnas, en los carteles electrónicos se omite la N de la numeración, quedando los carteles con tan sólo el número 702.
Siguiendo la numeración de líneas del CRTM, las líneas que circulan por el corredor 7 son aquellas que dan servicio a los municipios situados en torno a la M-607 y comienzan con un 7. Aquellas numeradas dentro de la decena 720 corresponden a aquellas que circulan por Colmenar Viejo.
La línea mantiene los mismos horarios todo el año (exceptuando las vísperas de festivo y festivos de Navidad).
Esta línea es operada por la empresa Herederos de J. Colmenarejo a través de Interbus mediante la concesión administrativa VCM-702 - Madrid - Colmenar Viejo - El Boalo - Bustarviejo (Viajeros Comunidad de Madrid) del Consorcio Regional de Transportes de Madrid.

### Sublíneas
Aquí se recogen todas las distintas sublíneas que ha tenido la línea N702, incluyendo aquellas dadas de baja. La denominación de sublíneas que utiliza el CRTM es la siguiente:
- Número de línea (N702)
- Sentido de circulación (1 ida, 2 vuelta)
- Número de sublínea

Por ejemplo, la sublínea N702103 corresponde a la línea N702, sentido 1 (ida) y el número 03 de numeración de sublíneas creadas hasta la fecha.
Las sublíneas marcadas en negrita corresponden a sublíneas que actualmente se encuentran dadas de baja.
| Ida     | Ruta                          | Itinerario                       | Vuelta  | Ruta                            | Itinerario                                 |
| N702101 | -                             | Madrid - Colmenar Viejo          | N702201 | -                               | Colmenar Viejo - Madrid                    |
| N702102 | No existe la ruta "cv" de ida | No existe la ruta "cv" de ida    | N702202 | cv                              | Colmenar Viejo (C.C. El Ventanal) - Madrid |
| N702103 | e                             | Madrid - Colmenar Viejo (Ermita) | N702203 | No existe la ruta "e" de vuelta | No existe la ruta "e" de vuelta            |

## Horarios
NOTA: A menos de que se indique lo contrario, los horarios de "vuelta" son el paso aproximado por Colmenar Viejo (Centro Comercial El Ventanal) ya que se trata de una línea circular. Solo algunos servicios comienzan su recorrido en dicho centro comercial con una hora de salida fija y programada.
| Todos los días          |                         |
| Madrid > Colmenar Viejo | Colmenar Viejo > Madrid |
| 00:00                   | 00:30                   |
| 01:30                   | 02:00                   |
| 03:00                   | 03:30                   |
|                         | 05:00                   |
| 06:00                   | 06:30                   |

1. ↑   Horarios de paso APROXIMADO por el Centro Comercial El Ventanal (Colmenar Viejo)
2. 1 2 3 4  Finaliza en la Ermita de Santa Ana (Colmenar Viejo), no vuelve a Madrid
3. ↑  Desde Centro Comercial El Ventanal (Colmenar Viejo), hora exacta

Paso por el Centro Comercial El Ventanal (Colmenar Viejo) aproximadamente 30 minutos después de su salida de Madrid. Duración del recorrido circular completo aproximadamente 1h y 30 minutos.

## Recorrido y paradas
La línea inicia su recorrido en el intercambiador en superficie de Plaza de Castilla, en la dársena 53, en este punto se establece correspondencia con todas las líneas de los corredores 1 y 7 con cabecera en el intercambiador de Plaza de Castilla. Al igual que el resto de líneas interurbanas nocturnas, la línea N702 tiene su salida y llegada en el intercambiador de Plaza de Castilla en superficie, puesto que la zona subterránea no presta servicio de autobuses durante la noche. En la superficie efectúan parada varias líneas urbanas con las que tiene correspondencia, y a través de pasillos subterráneos enlaza con las líneas 1, 9 y 10 del Metro de Madrid.
Tras abandonar los túneles del intercambiador subterráneo, la línea sale al Paseo de la Castellana, donde tiene una primera parada frente al Hospital La Paz (subida de viajeros). A partir de aquí sale por la M-30 hasta el nudo de Manoteras y toma la M-607.
La línea circula por la M-607 realizando diversas paradas en la vía de servicio, notablemente en la zona de Cantoblanco, la Universidad Autónoma de Madrid y la base militar de El Goloso. Continúa por dicha carretera bordeando Tres Cantos realizando algunas paradas en la periferia, antes de continuar hacia Colmenar Viejo. Toma la salida 29 hacia dicho municipio, entrando por la Avenida de la Libertad.
Antes de atravesar el casco antiguo de Colmenar Viejo, se desvía momentáneamente hacia el norte circulando por el Paseo de la Ermita de Santa Ana dando servicio al Centro Comercial El Ventanal. Algunos servicios comienzan aquí su recorrido. Vuele a adentrarse en el casco antiguo por la Avenida de San Agustín del Guadalix y recorriendo una vez más la Avenida de la Libertad. Circula por ella realizando diversas paradas por el centro del pueblo, continuando por la Calle de San Sebastián y la Carretera de Miraflores.
Es al final de la misma toma la Avenida del Puente del Manzanares y se adentra una vez más en el casco antiguo por la Avenida de Andalucía y la Avenida del Mediterráneo cruzando por la Glorieta de los Músicos. Se dirige hacia el sur por la Calle del Molino de Viento, la Avenida de los Poetas y el Paseo del Redondillo.
Desde aquí se desvía para dar servicio al Barrio de la Estación por la Carretera de Hoyo de Pinares, y circula por la Avenida de Severo Ochoa y la Avenida de Juan Pablo II pasando cerca de la Estación de Colmenar Viejo. Vuelve hacia el centro del pueblo circulando por el Paseo de la Estación y tomando el Paseo de la Magdalena hasta la Ermita de Santa Ana. Algunos servicios finalizan aquí su recorrido.
Sale hacia la M-607 abandonando el municipio por la Avenida de la Libertad, pasando otra vez por el Centro Comercial El Ventanal, y dando servicio al polígono industrial La Mina. Desde aquí circula por la M-607 hacia Madrid con un recorrido idéntico al de ida (con algunas excepciones de paradas).
| Código | Zona | Localidad      | Denominación                                                    | Ubicación                               | Líneas de la parada                                                   | Metro / Cercanías |
| --- | ---- | -------------- | --------------------------------------------------------------- | --------------------------------------- | --------------------------------------------------------------------- | ----------------- |
| 18074L |      | Madrid         | Intercambiador de Plaza de Castilla - Dársena 53                | Paseo de la Castellana Nº195            | 70 724 725 726 N702                                                   | Plaza de Castilla |
| 3252 |      | Madrid         | Paseo de la Castellana Nº292 - Hospital La Paz                  | Paseo de la Castellana Nº292            | 173 174 175 176 178 712 713 716 717 721 722 724 725 726 876 N701 N702 | Begoña            |
| 3670 |      | Madrid         | Carretera de Colmenar - Hospital Ramón y Cajal                  | M-607 km. 8,4                           | 175 178 712 713 714 716 717 721 722 724 725 726 876 N701 N702         | Ramón y Cajal     |
| 06563 |      | Madrid         | Carretera de Colmenar Viejo - Academia de Artillería            | M-607 km. 11,7                          | 712 713 716 717 721 722 724 725 726 N701 N702                         |                   |
| 06565 |      | Madrid         | Carretera M-607 - Residencia de Ancianos                        | M-607 km. 13                            | 712 713 714 716 717 721 722 724 725 726 N701 N702                     |                   |
| 06566 |      | Madrid         | Carretera M-607 - Ciudad Escolar                                | M-607 km. 13,4                          | 712 713 716 717 721 722 724 725 726 N701 N702                         |                   |
| 06567 |      | Madrid         | Carretera M-607 - Hospital Psiquiátrico                         | M-607 km. 13,8                          | 712 713 716 717 721 722 724 725 726 N701 N702                         |                   |
| 06568 |      | Madrid         | Carretera M-607 - Hospital Cantoblanco                          | M-607 km. 14,5                          | 712 713 716 717 721 722 724 725 726 N701 N702                         |                   |
| 06569 |      | Madrid         | Carretera M-607 - Universidad Autónoma                          | M-607 km. 14,9                          | 712 713 716 717 721 722 724 725 726 876 N701 N702                     | Cantoblanco       |
| 06570 |      | Madrid         | Carretera M-607 - Cruce Carretera de Alcobendas                 | M-607 km. 16                            | 712 713 716 717 721 722 724 725 726 N701 N702                         |                   |
| 06571 |      | Madrid         | Carretera M-607 - El Goloso                                     | M-607 km. 16,8                          | 712 713 716 717 721 722 724 725 726 827 N701 N702                     | El Goloso         |
| 06572 |      | Madrid         | Carretera M-607 - Las Jarrillas                                 | M-607 km. 18,7                          | 712 713 716 717 721 722 724 725 726 827 N701 N702                     |                   |
| 06573 |      | Madrid         | Carretera M-607 - Cementerio La Paz                             | M-607 km. 19,4                          | 712 713 716 717 721 722 724 725 726 827 N701 N702                     |                   |
| 08396 |      | Tres Cantos    | Carretera M-607 - Puente Sur                                    | M-607 km. 20,3                          | 721 722 724 725 726 876 N702                                          |                   |
| 06645 |      | Tres Cantos    | Carretera M-607 - Colegio Pinosierra                            | M-607 km. 20,8                          | 721 722 724 725 726 N702                                              |                   |
| 20682 |      | Tres Cantos    | Carretera M-607 - Estación de Tres Cantos                       | M-607 km. 21,9                          | 721 722 724 725 726 876 N702                                          | Tres Cantos       |
| 06581 |      | Colmenar Viejo | Carretera M-607 - Depuradora                                    | M-607 km. 28,5                          | 721 722 723 724 725 726 N702                                          |                   |
| A partir de aquí comienza el servicio de vuelta, y se cambian los carteles electrónicos hacia Madrid. La hora de paso por esta parada es aproximadamente 30 minutos después de salir de Madrid |      |                |                                                                 |                                         |                                                                       |                   |
| Algunos servicios comienzan aquí su recorrido |      |                |                                                                 |                                         |                                                                       |                   |
| 18107 |      | Colmenar Viejo | Paseo de la Ermita de Santa Ana - Centro Comercial El Ventanal  | Paseo de la Ermita de Santa S/Nº        | 720 721 723 724 725 726 727 728 N702                                  |                   |
| 11350 |      | Colmenar Viejo | Avenida de San Agustín del Guadalix - Centro de Salud           | Avenida de San Agustín del Guadalix Nº2 | 720 721 723 724 725 726 727 N702                                      |                   |
| 08414 |      | Colmenar Viejo | Avenida de la Libertad - Estación de Servicio                   | Avenida de la Libertad Nº14             | 720 721 723 724 725 726 727 N702 1                                    |                   |
| 06584 |      | Colmenar Viejo | Calle de San Sebastián - Cafetería Sanz Rosa                    | Calle de San Sebastián Nº32             | 720 721 723 724 725 726 727 N702 1                                    |                   |
| 06585 |      | Colmenar Viejo | Calle de la Corredera - Calle de los Frailes                    | Calle de la Corredera Nº1               | 720 721 723 724 725 726 727 N702 1                                    |                   |
| 06586 |      | Colmenar Viejo | Carretera de Miraflores - Plaza de los Arcos                    | Carretera de Miraflores Nº38            | 720 721 724 725 726 N702                                              |                   |
| 06587 |      | Colmenar Viejo | Carretera de Miraflores - Colonia de las Torres                 | Carretera de Miraflores Nº38            | 720 721 724 725 726 N702                                              |                   |
| 06622 |      | Colmenar Viejo | Avenida del Puente del Manzanares - Calle del Puente del Grajal | Avenida del Puente del Manzanares Nº7   | N702                                                                  |                   |
| 06623 |      | Colmenar Viejo | Avenida de Andalucía - Calle de Cádiz                           | Avenida de Andalucía Nº57               | N702                                                                  |                   |
| 06619 |      | Colmenar Viejo | Avenida de Andalucía - Colegio                                  | Avenida de Andalucía Nº55               | N702                                                                  |                   |
| 12310 |      | Colmenar Viejo | Avenida del Mediterráneo - Calle de Córdoba                     | Avenida del Mediterráneo Nº42           | 722 N702 2                                                            |                   |
| 06625 |      | Colmenar Viejo | Calle de Narros del Castillo - Glorieta de los Músicos          | Calle de Narros del Castillo Nº26       | 610 722 723 727 N702 2                                                |                   |
| 06627 |      | Colmenar Viejo | Calle del Molino de Viento - Auditorio                          | Calle del Molino de Viento Nº24         | 610 722 723 727 N702 2                                                |                   |
| 11346 |      | Colmenar Viejo | Calle del Molino de Viento - Los Residenciales                  | Calle del Molino de Viento S/Nº         | 610 722 723 727 N702 2                                                |                   |
| 11343 |      | Colmenar Viejo | Avenida de los Poetas - Calle de las Lavanderas del Manzanares  | Paseo del Redondillo Nº2                | 610 722 723 727 N702 2                                                |                   |
| 11341 |      | Colmenar Viejo | Paseo del Redondillo - El Portachuelo                           | Paseo del Redondillo Nº72               | 610 722 723 727 N702 2                                                |                   |
| 20477 |      | Colmenar Viejo | Avenida de Severo Ochoa - Calle de la Estación de Príncipe Pío  | Avenida de Severo Ochoa Nº1             | 720 727 N702 2                                                        |                   |
| 20478 |      | Colmenar Viejo | Avenida de Severo Ochoa - Glorieta de Severo Ochoa              | Avenida de Severo Ochoa Nº1             | 720 727 N702 2                                                        |                   |
| 18099 |      | Colmenar Viejo | Avenida de Juan Pablo II - Calle del Talgo                      | Avenida de Juan Pablo II Nº16           | 720 727 N702 2                                                        |                   |
| 18096 |      | Colmenar Viejo | Avenida de Juan Pablo II - Calle de Agapito García Serranito    | Avenida de Juan Pablo II Nº16           | 720 727 N702 2                                                        | Colmenar Viejo    |
| 17781 |      | Colmenar Viejo | Paseo de la Estación - Colegio                                  | Paseo de la Estación Nº29               | N702 1                                                                | Colmenar Viejo    |
| 13284 |      | Colmenar Viejo | Paseo de la Estación - Calle de la Virgen del Puerto            | Paseo de la Estación Nº25               | N702 1                                                                |                   |
| 18106 |      | Colmenar Viejo | Paseo de la Magdalena - El Portachuelo                          | Paseo de la Magdalena S/Nº              | 720 N702 1                                                            |                   |
| 06598 |      | Colmenar Viejo | Paseo de la Magdalena - Polideportivo                           | Paseo de la Magdalena Ana Nº18          | 720 722 723 N702 1                                                    |                   |
| 11339 |      | Colmenar Viejo | Paseo de la Magdalena - Ermita                                  | Paseo de la Magdalena Ana Nº20          | 720 722 723 728 N702 1                                                |                   |
| Algunos servicios finalizan aquí su recorrido |      |                |                                                                 |                                         |                                                                       |                   |
| 12108 |      | Colmenar Viejo | Avenida de la Libertad - Centro Comercial El Ventanal           | Avenida de la Libertad Nº99             | 721 722 723 724 725 726 N702                                          |                   |
| 11338 |      | Colmenar Viejo | Avenida de la Libertad - Polígono Industrial La Mina            | Calle del Pradillo Nº2                  | 721 722 723 724 725 726 N702                                          |                   |
| 06631 |      | Colmenar Viejo | Carretera M-607 - Depuradora                                    | M-607 km. 26,8                          | 721 722 723 724 725 726 N702                                          |                   |
| 06633 |      | Tres Cantos    | Carretera M-607 - Estación de Tres Cantos                       | M-607 km. 21,8                          | 721 722 724 725 726 876N702                                           | Tres Cantos       |
| 06659 |      | Tres Cantos    | Carretera M-607 - Puente Sur                                    | M-607 km. 20,3                          | 721 722 724 725 726 876N702                                           |                   |
| 12875 |      | Madrid         | Carretera M-607 - Cementerio La Paz                             | M-607 km. 19,3                          | 712 713 716 717 721 722 724 725 726 827 876N701 N702                  |                   |
| 09679 |      | Madrid         | Carretera M-607 - Estación de El Goloso                         | M-607 km. 17,2                          | 712 713 716 717 721 722 724 725 726 827 N701 N702                     | El Goloso         |
| 06664 |      | Madrid         | Carretera M-607 - El Goloso                                     | M-607 km. 16,9                          | 712 713 716 717 721 722 724 725 726 827 N701 N702                     | El Goloso         |
| 06665 |      | Madrid         | Carretera M-607 - Cruce Carretera de Alcobendas                 | M-607 km. 16                            | 712 713 716 717 721 722 724 725 726 N701 N702                         |                   |
| 06666 |      | Madrid         | Carretera M-607 - Universidad Autónoma                          | M-607 km. 14,9                          | 712 713 716 717 721 722 724 725 726 876N701 N702                      | Cantoblanco       |
| 06669 |      | Madrid         | Carretera M-607 - Ciudad Escolar                                | M-607 km. 13,4                          | 712 713 714 716 717 721722 724 725 726 N701 N702                      |                   |
| 06672 |      | Madrid         | Carretera de Colmenar - Academia de Artillería                  | M-607 km. 11,7                          | 712 713 716 717 721722724725726N701 N702                              |                   |
| 06673 |      | Madrid         | Carretera de Colmenar - Gasolinera Santa Ana                    | M-607 km. 9,7                           | 712 713 714 716 717 721722724725726876N701 N702                       |                   |
| 955 |      | Madrid         | Carretera de Colmenar - Hospital Ramón y Cajal                  | M-607 km. 8,3                           | 175 178 712 713 714 716 717 721722724725726876N701 N702               | Ramón y Cajal     |
| 10548 |      | Madrid         | Paseo de la Castellana - Hospital La Paz                        | Paseo de la Castellana Nº300            | 712 713 714 716 717 721722724725726815 876N701 N702                   | Begoña            |
| 18074 |      | Madrid         | Intercambiador de Plaza de Castilla                             | Paseo de la Castellana Nº195            | Descenso antes de la dársena 42                                       | Plaza de Castilla |

1. 1 2  A efectos de nomenclatura, para las líneas de la EMT esta parada se llama Hospital Ramón y Cajal
2. 1 2 3 4 5 6 7 8 9 10 11 12 13 14 15 16 17 18 19 20 21 22 23 24 25 26 27 28  Sólo permite el descenso de viajeros